# IAAF World Athletics Final 2005
IAAF World Athletics Final 2005 var en friidrottstävling som ägde rum i Monaco mellan 9 och 10 september 2005. Undantaget var släggkastningen som ägde rum i Szombathely i Ungern eftersom arenan i Monaco inte var tillräcklig för släggan.
Tävlingen avslutade friidrottsåret 2005 och de friidrottare som hade presterat de bästa resultaten under IAAF World Tour erbjöds att få vara med.

## Medaljörer, resultat

### Herrar
| Gren               | Guld                           | Guld       | Silver                          | Silver     | Brons                                                   | Brons    |
| 100 meter          | Marc Burns Trinidad och Tobago | 10,00      | Dwight Thomas Jamaica           | 10,01      | Aziz Zakari Ghana                                       | 10,01    |
| 200 meter          | Tyson Gay USA                  | 19,96 CR   | Christopher Williams Jamaica    | 20,19 SB   | Wallace Spearmon USA                                    | 20,21    |
| 400 meter          | Tyree Washington USA           | 44,51 CR   | Timothy Benjamin Storbritannien | 44,56 PB   | Christopher Brown Bahamas                               | 44,68    |
| 800 meter          | Wilfred Bungei Kenya           | 1.47,05    | Youssef Saad Kamel Bahrain      | 1.47,13    | Jurij Borzakovskij Ryssland                             | 1.47,18  |
| 1 500 meter        | Ivan Hesjko Ukraina            | 3.33,50 CR | Bernard Lagat USA               | 3.33,55    | Alex Kipchirchir Kenya                                  | 3.33,71  |
| 3 000 meter        | Bernard Lagat USA              | 7.38,00 SB | Eliud Kipchoge Kenya            | 7.38,95    | Augustine Kiprono Choge Kenya                           | 7.39,99  |
| 5 000 meter        | Sileshi Sihine Etiopien        | 13.39,40   | Boniface Kiprop Uganda          | 13.40,03   | Isaac Kiprono Songok Kenya                              | 13.40,24 |
| 110 meter häck     | Allen Johnson USA              | 13,09      | Dominique Arnold USA            | 13,10      | Terrence Trammell USA                                   | 13,17    |
| 400 meter häck     | Bershawn Jackson USA           | 48,05      | Kemel Thompson Jamaica          | 48,09 SB   | Louis Jacob van Zyl Sydafrika                           | 48,11 PB |
| 3 000 meter hinder | Paul Kipsiele Koech Kenya      | 8.07,91    | Ezekiel Kemboi Kenya            | 8.09,04 SB | Brimin Kipruto Kenya                                    | 8.09,20  |
| Höjdhopp           | Víctor Moya Kuba               | 2,35 m CR  | Vjatjeslav Voronin Ryssland     | 2,32 m     | Jaroslav Rybakov och Stefan Holm Ryssland och Sverige   | 2,32 m   |
| Längdhopp          | Dwight Phillips USA            | 8,46 m     | Miguel Pate USA                 | 8,30 m     | James Beckford Jamaica                                  | 8,28 m   |
| Stavhopp           | Brad Walker USA                | 5,86 m     | Tim Lobinger Tyskland           | 5,70 m     | Giuseppe Gibilisco och Igor Pavlov Italien och Ryssland | 5,60 m   |
| Trestegshopp       | Yoandri Betanzos Kuba          | 17,46 m SB | Jadel Gregório Brasilien        | 17,32 m    | Walter Davis USA                                        | 17,23 m  |
| Kulstötning        | Adam Nelson USA                | 21,92 m CR | Joachim Olsen Danmark           | 21,03 m    | Reese Hoffa USA                                         | 20,87 m  |
| Diskuskastning     | Virgilijus Alekna Litauen      | 67,64 m    | Gerd Kanter Estland             | 66,01 m    | Zoltán Kövágó Ungern                                    | 65,65 m  |
| Släggkastning      | Ivan Tichon Belarus            | 81,70 m    | Olli-Pekka Karjalainen Finland  | 79,81 m SB | Vadim Devjatovskij Belarus                              | 78,98 m  |
| Spjutkastning      | Tero Pitkämäki Finland         | 91,33 m    | Andreas Thorkildsen Norge       | 89,60 m NR | Sergej Makarov Ryssland                                 | 86,69 m  |

### Damer
| Gren           | Guld                       | Guld        | Silver                           | Silver    | Brons                          | Brons    |
| 100 meter      | Veronica Campbell Jamaica  | 10,92       | Christine Arron Grekland         | 10,93 SB  | Lauryn Williams USA            | 11,04    |
| 200 meter      | Allyson Felix USA          | 22,27 CR    | Veronica Campbell Jamaica        | 22,37     | Christine Arron Frankrike      | 22,43    |
| 400 meter      | Sanya Richards USA         | 49,52       | Tonique Williams-Darling Bahamas | 49,54     | DeeDee Trotter USA             | 50,64    |
| 800 meter      | Zulia Calatayud Kuba       | 1.59,07 CR  | Hasna Benhassi Marocko           | 1.59,86   | Mayte Martínez Spanien         | 2.00,36  |
| 1 500 meter    | Maryam Yusuf Jamal Bahrain | 3.59,35     | Tatjana Tomasjova Ryssland       | 3.59,35   | Natalja Jevdokimova Ryssland   | 4.00,60  |
| 3 000 meter    | Meseret Defar Etiopien     | 8.47,26     | Gelete Burika Bati Etiopien      | 8.48,68   | Zakia Mrisho Mohamed Tanzania  | 8.49,63  |
| 5 000 meter    | Meseret Defar Etiopien     | 14.45,87 CR | Tirunesh Dibaba Etiopien         | 14.46,84  | Ejegayehu Dibaba Etiopien      | 14.46,84 |
| 100 meter häck | Michelle Perry USA         | 12,54       | Brigitte Foster-Hylton Jamaica   | 12,55 SB  | Delloreen Ennis-London Jamaica | 12,57 SB |
| 400 meter häck | Lashinda Demus USA         | 53,37       | Julija Petjonkina Ryssland       | 53,80     | Sandra Glover USA              | 54,09    |
| Höjdhopp       | Kajsa Bergqvist Sverige    | 2,00 m      | Irina Mykhalchenko Ukraina       | 1,93 m    | Vita Palamar Ukraina           | 1,93 m   |
| Längdhopp      | Tatjana Kotova Ryssland    | 6,83 m      | Anju Bobby George Indien         | 6,75 m SB | Grace Upshaw USA               | 6,67 m   |
| Trestegshopp   | Hrysopiyí Devetzí Grekland | 14,89 m SB  | Tatjana Lebedeva Ryssland        | 14,86 m   | Yargelis Savigne Kuba          | 14,81 m  |
| Stavhopp       | Jelena Isinbajeva Ryssland | 4,74 m      | Monika Pyrek Polen               | 4,62 m    | Tatjana Polnova Ryssland       | 4,50 m   |
| Kulstötning    | Nadzeja Ostaptjuk Belarus  | 20,44 m CR  | Valerie Vili Nya Zeeland         | 19,55 m   | Natalia Michnevitj Belarus     | 18,80 m  |
| Diskuskastning | Natalja Sadova Ryssland    | 63,40 m     | Franka Dietzsch Grekland         | 61,91m    | Aretha Thurmond USA            | 60,68 m  |
| Spjutkastning  | Osleidys Menéndez Kuba     | 67,24 m CR  | Steffi Nerius Tyskland           | 66,35 m   | Sonia Bisset Kuba              | 66,35    |
| Släggkastning  | Yipsi Moreno Kuba          | 74,75 m CR  | Kamila Skolimowska Polen         | 72,73 m   | Olga Kuzenkova Ryssland        | 72,46 m  |